# Torre Ranieri
La torre Ranieri è una torre medioevale della città di Napoli.

## Storia

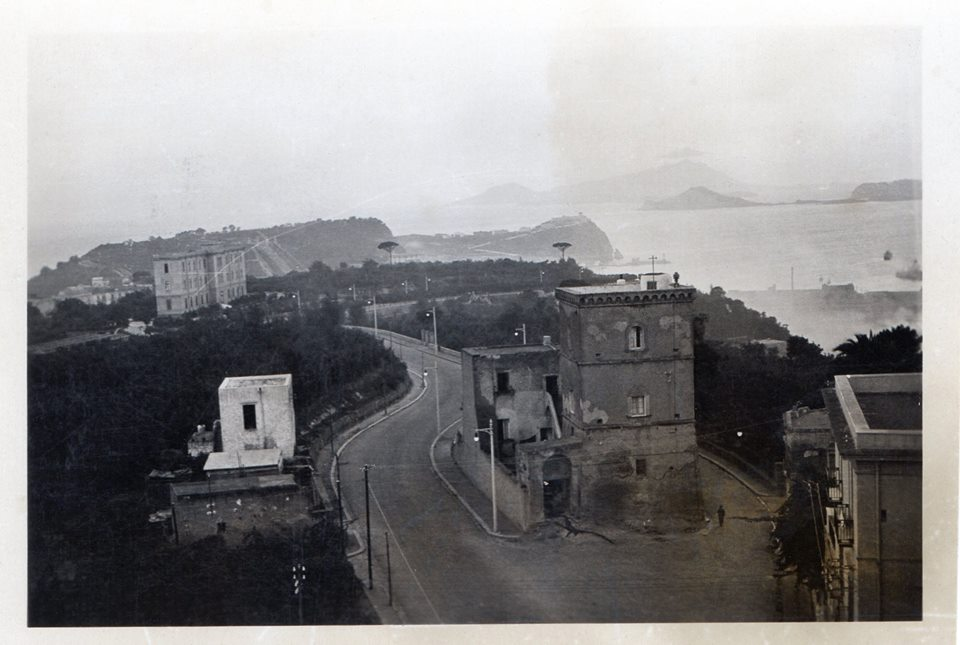
Torre Ranieri nel 1926.

Trae le proprie origini nell'alto medioevo; essa non fungeva da diretto controllo e difesa per la città ma piuttosto un mezzo di protezione privato, in quanto era annessa alla vasta masseria fortificata della famiglia Ranieri. Nel corso degli anni ha subito vari restauri ed è di un privato.

## Architettura
La torre, a quattro piani fuori terra (di cui due nella base "a scarpa") è a pianta quadrata; il suo interno è completamente spoglio.